# إذاعة فيتامين (مسلسل)
إذاعة فيتامين مسلسل كوميدي سوري من إخراج شادي العلي وتأليف موفق مسعود، تدور أحداث المسلسل في إذاعة خاصة (إذاعة فيتامين) حيث تكون لكل حلقة أحداث مختلفة عن الحلقات الأخرى بسبب اختلاف الحدث المحوري والرئيسي لكل حلقة من الحلقات وتدور الأحداث داخل بناء محطة فيتامين الذي يقوم بإدارتها ظريف الظريف الرجل الذي لايرى طيلة فترة العمل ولكن يسمع صوته من خلال الأنترفون، يتم إظهار المميزات الخاصة بكل شخصية من شخصيات العمل بقالب كوميديا الموقف، حيث تعتمد الكوميديا على المفارقات الناتجة عن مجموعة الاحداث والمواقف بين الشخصيات في سياق ممارستها لعملها.

## المشاركون
باسم ياخور
عبد المنعم عمايري
نضال سيجري
شكران مرتجى
أحمد الأحمد
ندين تحسين بيك
أحمد الزين
معن عبد الحق
جنان
ديمة قندلفت
أيمن رضا
العمل من إنتاج شركة العنود للإنتاج الفني، وتوزيع شركة غزال للإنتاج الفني.